# Berthe Groensmit-van der Kallen
Alberta Maria Cornelia Vincentia (Berthe) Groensmit-van der Kallen (Nijmegen, 19 juli 1919 – Beverwijk, 11 mei 1991) was een Nederlands bestuurster en politica voor de Katholieke Volkspartij en het Christen-Democratisch Appèl.

## Levensloop
Berthe Groensmit-van der Kallen werd geboren als een dochter van Albertus Alexander Maria van der Kallen en Johanna A.M.C. van Term. Na het behalen van het gymnasium diploma aan het rooms katholieke meisjeslyceum Mater Dei studeerde ze Duitse taal- en letterkunde aan de Radboud Universiteit Nijmegen, maar voltooide deze studie niet. Ze begon haar carrière als lid van de Provinciale Staten van Noord-Holland. Van 23 februari 1967 tot 8 juni 1977 was ze lid van de Tweede Kamer der Staten-Generaal en van 16 september 1980 tot 23 juni 1987 was ze werkzaam als lid van de Eerste Kamer der Staten-Generaal. Daarnaast had ze verschillende nevenfuncties, waaronder lid van het bestuur van de Katholiek Vrouwengilde en voorzitter van de Federatieve vrouwenraad in Noord-Holland.

## Persoonlijk
Op 25 augustus 1942 te Nijmegen trouwde ze met Karel Hendrik Groensmit en samen hebben ze vier kinderen.

## Ridderorden
- Officier in de Orde van Oranje-Nassau
- Ridder in de Orde van de Nederlandse Leeuw